# Ochojec, Rybnik
Ochojec (tiếng Đức: Ochojetz) là một quận của Rybnik, Silesian Voivodeship, miền nam Ba Lan. Vào cuối năm 2013, quận có khoảng 2.000 cư dân.

## Lịch sử
Ngôi làng được đề cập lần đầu tiên vào năm 1291.
Sau Thế chiến thứ nhất ở Thượng Silesia plebiscite, 231 trong số 283 cử tri ở Ochojec đã bỏ phiếu ủng hộ việc gia nhập Ba Lan, chống lại 52 lựa chọn ở lại Đức.
Trong những năm 1973-1977, đó là một vị trí của gmina, vào ngày 27 tháng 5 năm 1975 đã hợp nhất với Rybnik.
Ngôi làng đã trở thành một vị trí của một giáo xứ Công giáo vào năm 2012.